# Eurito di Sparta
Eurito (in greco antico: Εὔρυτος?, Éurytos; VI secolo a.C. – Termopili, 10 agosto 480 a.C.) è stato un militare spartano, uno dei trecento combattenti guidati da Leonida che affrontarono l'esercito persiano nella battaglia delle Termopili (480 a.C.).

## Biografia
Eurito ed un suo compagno, Aristodemo, erano stati colpiti da un'infezione agli occhi e avevano quindi ricevuto l'ordine di fare ritorno a Sparta. Eurito però, una volta tornato indietro, ordinò al suo servo ilota di guidarlo nuovamente sul campo di battaglia. Si lanciò così cieco nella mischia e finì ucciso dai nemici.
Aristodemo invece fece effettivamente ritorno a Sparta, ma in questo modo perse il proprio onore, tanto da essere detto "Aristodemo il fuggiasco". Lo stesso Erodoto evidenzia però come lo sdegno dei suoi concittadini non fosse stato tanto dovuto alla scelta del militare, legittima poiché concessa dal re, ma dal fatto che Eurito avesse, a differenza di lui, accettato di morire. Aristodemo ebbe però il modo di riguadagnare l'onore perduto combattendo valorosamente durante la battaglia di Platea.